# Hostess Brands

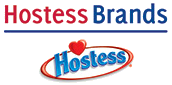
Logo de Hostess Brands

Hostess Brands, LLC es una compañía de panadería formada en junio de 2013. Posee varias panaderías en los Estados Unidos que producen pasteles de bocado bajo los nombres de marca Hostess y Dolly Madison. Su sede está en Kansas City, Misuri y es propiedad de HB Holdings, LLC, el cual es propiedad de Apollo Global Management y C. Dean Metropoulos and Company.
La compañía es separada de Old HB, el cual era anteriormente conocido como Hostess Brands, Inc. de 2009–2013. Old HB está actualmente debajo liquidación y vendió su negocio de pastel a Apollo and Metropoulos creando las Hostess Brands actuales. Las Hostess Brands actuales fue formada como New HB Acquisition, LLC para adquirir el negocio de pastel (marcas Hostess y Dolly Madison) de Hostess Brands, Inc. Siguiendo la conclusión de la venta, Hostess Brands, Inc. devenía Old HB, Inc. y New HB Acquisition devenía Hostess Brands, LLC.
En junio de 2013, Hostess Brands retuvo las mismas relaciones públicas y empresas publicitarias que anteriormente había trabajado para Old HB. Bernstein-Rien, en Kansas City, MO hará publicidades de Hostess Brands; LAK Public Relations, en Nueva York, manejará sus relaciones públicas para el regreso de productos de Hostess.
La compañía retomó la producción oficialmente de pasteles de bocado el 6 de junio de 2013, con productos oficialmente saliendo a la venta el 15 de julio de 2013.
De las once panaderías operaron por Old HB, Hostess Brands retuvo cuatro, en Colón, Georgia; Emporia, Kansas; Indianapolis, Indiana y Schiller Parque, Illinois. La instalación Schiller Park cerró más adelante, en octubre de 2014.
En el verano de 2015, Hostess empezó a producir pan de la marca de Hostess y bollos. La compañía, que anteriormente poseía Wonder Bread, nunca produjo pan bajo su propia marca. Los nuevos ítems de pan Hostess se llevan a ciertas farmacias y tiendas de dólar.